# Lee Greenwood
Melvin Lee Greenwood (South Gate, 27 ottobre 1942) è un cantante, cantautore e musicista statunitense.
Icona della musica country statunitense, Greenwood ha venduto oltre 25 milioni di copie in tutto il mondo. Il suo brano più famoso, nonché una delle canzoni patriottiche più note negli Stati Uniti è God Bless the USA, considerata la sua “signature song" ed incisa nel 1984, essa salì in vetta alle classifiche nazionali nel 2001 dopo gli attentati dell'11 settembre.
Vincitore di un Grammy Award, Greenwood ha inoltre ottenuto tre dischi d'oro e quattro di platino negli Stati Uniti. Greenwood è inoltre membro del prestigioso Grand’ Ole Opry ed è stato inserito nella classifica dei 100 migliori artisti country della storia redatta dal noto magazine Billboard.

## Biografia

### Infanzia e gioventù
Greenwood è nato a South Gate, in California, poche miglia a sud di Los Angeles. Dopo la separazione dei suoi genitori, crebbe a Sacramento, nella fattoria dei suoi nonni materni.
All'età di sette anni, ha iniziato a cantare in chiesa. Nel 1969, si unì alla “Chester Smith Band” e fece la sua prima apparizione televisiva. Poco tempo dopo, lavorò con il musicista country Del Reeves.

### Carriera musicale

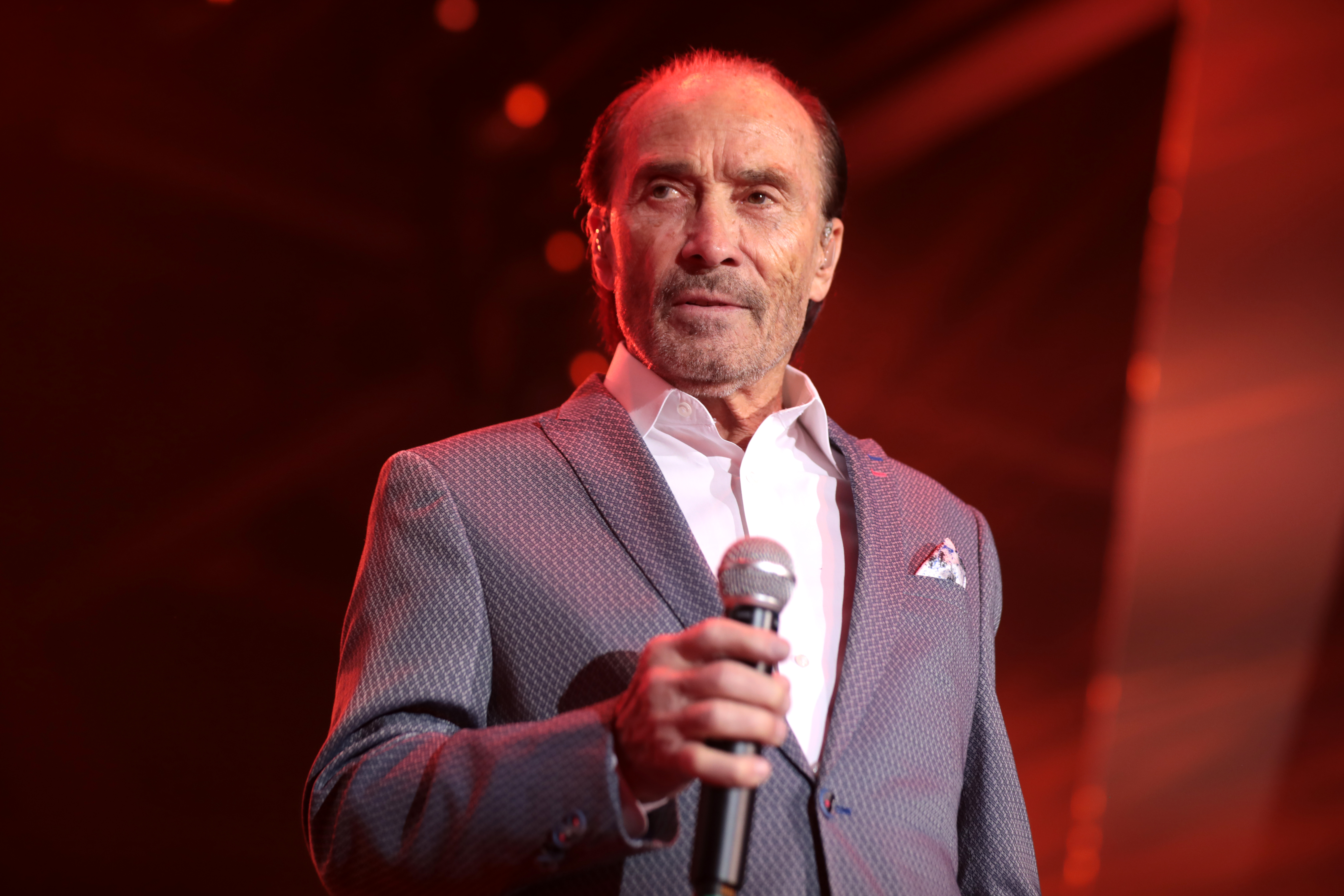
Lee Greenwood live nel 2021

Fondò la sua prima band, “The Apollos”, nel 1962. Il gruppo, che in seguito cambiò il suo nome in “Lee Greenwood Affair”, suonava per lo più musica pop e si esibiva perlopiù nei casinò di Las Vegas. Dopo che la band si sciolse negli anni '70, Greenwood rimase a Las Vegas, dove cominciò a lavorare come “dealer” di blackjack durante il giorno e come cantante di notte.
Negli anni ‘80 cominciò a riscuotere successo nelle classifiche country negli Stati Uniti e, nel marzo del 1983 pubblica una delle sue canzoni più iconiche, I.O.U.; la sua performance gli è valsa un Grammy Award come migliore interpretazione maschile di musica country.
L'anno successivo, nel 1984, ottiene un enorme successo il brano da lui scritto ed interpretato, God Bless the USA. Il brano vende oltre un milione di copie e diventa una delle canzoni patriottiche più popolari del Paese. Il sentimento patriottico scaturito in seguito agli attentati dell'11 settembre riporta il brano in vetta alle classifiche nazionali. 
Nella sua carriera, Greenwood, ha posizionato 20 brani nella top 10 delle classifiche Billboard di musica country.

## Vita privata

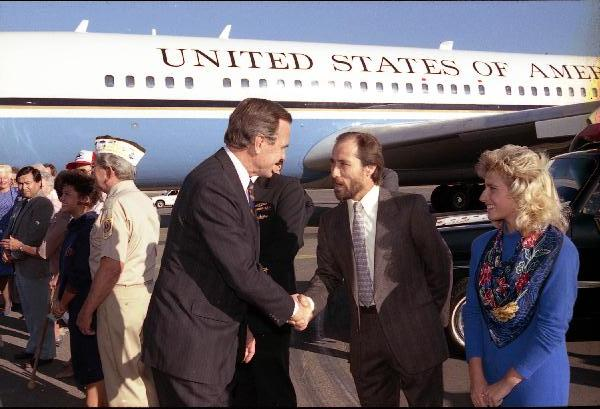
Lee Greenwood insieme alla moglie mentre stringe la mano al vicepresidente degli Stati Uniti George H. W. Bush nel 1988

Lee è stato sposato 4 volte, l’ultima delle quali nel 1992 con Kimberly Payne.
Sostenitore del Partito Repubblicano, partecipa spesso alle “convention” del partito e in più occasioni ha espresso sostegno a Donald Trump. Per diversi anni, sotto la presidenza Trump, è stato membro del National Council on the Arts.
Nel 2024 Greenwood e Trump hanno collaborato per la realizzazione di una nuova versione della Bibbia, nota come la "God Bless The USA Bible".
Lee Greenwood è cristiano battista.

## Discografia

### Album in studio
- Inside Out
- Somebody's Gonna Love You
- You've Got a Good Love Comin'
- Meant for Each Other
- Streamline
- Christmas to Christmas
- Love Will Find Its Way to You
- If There's Any Justice
- This Is My Country
- If Only for One Night
- Holdin' a Good Hand
- A Perfect 10
- When You're in Love
- American Patriot
- Love's on the Way
- Totally Devoted to You
- Wounded Heart
- Same River Different Bridge
- Good Old Country
- Have Yourself a Merry Little Christmas
- Inspirational Songs
- Stronger Than Time

### Raccolte
- Greatest Hits
- Greatest Hits Volume Two
- The Best of Lee Greenwood
- Super Hits
- God Bless the USA:The Best of Lee Greenwood
- 20th Century Masters:The Millennium Collection
- The Definitive Collection
- 10 Great Songs